# 利正
利正（りせい）は、雲南に興った後理国最後の君主である段興智の時代に使用されたとする説のある元号。1251年から1254年までに使用された可能性がある。

## 李崇智による先行研究の整理・考証
楊慎『滇載記』、阮元声『南詔野史』、鍾淵映『歴代建元考』は段興智の元号として天定のみを記載しているが、『南詔野史』（胡蔚増訂本）には利正、興正、天定の順で、李兆洛『紀元編』には天定、利正、興正の順で3つの元号が記録されている。
これに対して、李家瑞論文は、段興智の死去に際し元が天定賢王の諡号を追贈していることから、天定が唯一の元号でない可能性を指摘し、利正、興正、天定が各1年使用されたと推測している。一方、張増祺論文は、段興智の在位期間が3年余であり、また大理では一般に即位の翌年に踰年改元しているので、実質2年程度の期間しかないのに対し、1964年に大理で出土した故正直温良恭謙和尚墓碑に「天定2年」の記載があることから、『南詔野史』にある3度の改元は確実ではないと結論づけている。また李崇智自身も、仁義道済大師墓銘（大理で出土、尹明挙等編『大理風情録』、雲南人民出版社、1981年、所収）を論拠として、元軍が1253年に大理を打ち破った際の元号は天定であり、その12月に段興智が逃亡、翌年春に捕らえられていることから、短期間での改元は困難であると考察している。